# Максименко Андрій (шахіст)
Андрій Максименко (нар. 7 грудня 1969, Черкаси) – український шахіст i шаховий тренер (Тренер ФІДЕ від 2007 року), гросмейстер від 1995 року.

## Шахова кар'єра
Перших значних успіхів досягнув на початку 1990-х років. Посів 4-те місце на Чемпіонаті України 1992, який проходив у Сімферополі. У 1993 році поділив 1-ше місце в Любліні, a в 1994-му посів 2-3-тє місце (позаду Д'юли Сакса) в Каттоліці. На 1995 рік припадають чергові успіхи: одноосібна перемога на турнірі в Ольборгу, який проходив за круговою системою (перед Михайлом Красенковим i Андрієм Ковальовим), 2-ге місце на сильному турнірі в Копенгагені (позаду Петера Леко, попереду, зокрема, Віктора Москаленка, Ігоря Глека, Йожефа Пінтера, Курта Хансена i Йонні Гектора), а також перемога (разом з Доріаном Рогозенком) у Львові. 1996 року переміг у Шенеку (турнір B, перед Робертом Кучиньським i Генріком Теске), 1997 року поділив 1-ше місце (разом з Мареком Олівою, Александером Червоньським і Младеном Муше) на меморіалі Емануїла Ласкера, що відбувся в Барлінеку, 1999 року посів 2-ге місце (позаду Олександра Мотильова) у Львові, а через рік у тому самому місці поділив 1-ше місце (разом з Олександром Черніним). 2001 року переміг (разом з Синишою Дражичем) у Мілані, а також посів 1-ше місце на черговому турнірі, що відбувся у Львові. У 2002 році поділив 1-ше місце в Легниці (разом зі Станіславом Завадським), через рік повторив цей успіх (разом з Д'юлою Саксом) у Братто. 2004 року одноосібно переміг у двох турнірах за круговою системою, які відбулися в Польщі: в Новому Торгу та Барлінеку (меморіал Емануїла Ласкера), крім того 2006 року був одним з переможців (разом із, зокрема, Якубом Чоаконом) традиційного турніру в Герліці. У 2009 році посів 2-ге місце (позаду Віктора Ердьоша) в Берліні, крім того 2013 року переміг (разом з Володимиром Маланюком) на турнірі Puchar Wojewody Dolnośląskiego в Лігниці.
Найвищий рейтинг у кар'єрі мав 1 листопада 2011 року, досягнувши 2559 пунктів, посідав тоді 33-тє місце серед українських шахістів.
У розіграшах циклу клубного чемпіонату Польщі представляє клуб «Башта» Жнін.

## Турнірні результати

### Чемпіонати України
Андрій Максименко зіграв у двох фінальних турнірах чемпіонатів України, набравши загалом 13½ очок з 29 можливих (+5-8=16).
| Рік  | Місто       | Турнір                 | + | − | = | Результат | Місце |
| ---- | ----------- | ---------------------- | - | - | - | --------- | ----- |
| 1989 | Херсон      | 58-й чемпіонат України | 1 | 7 | 7 | 4½ з 15   | 15    |
| 1992 | Сімферополь | 61-й чемпіонат України | 4 | 1 | 9 | 8½ з 14   | 4     |